# Бережковская волость (Егорьевский уезд)
Бережковская волость — волость в составе Егорьевского уезда Рязанской губернии, существовавшая до 1922 года.

## История
Бережковская волость существовала в составе Егорьевского уезда Рязанской губернии. Административным центром волости была деревня Бережки. В 1922 году Егорьевский уезд был включен в состав Московской губернии.
22 июня 1922 года волость была упразднена, селения волости присоединены к Егорьевской, Колычевской и Двоенской волости.

## Состав
На 1885 год в состав Бережковской волости входило 1 село, 1 погост и 15 деревень.
| Вид     | Наименование  | Население, чел. (1885 год) | Население, чел. (1905 год) |
| ------- | ------------- | -------------------------- | -------------------------- |
| деревня | Бережки       | 211                        | 250                        |
| деревня | Лобановская   | 173                        | 144                        |
| деревня | Щеголева      | 195                        | 168                        |
| деревня | Семеновская   | 261                        | 267                        |
| деревня | Малевская     | 176                        | 266                        |
| деревня | Юрцево        | 300                        | 332                        |
| село    | Юрьево        | 151                        | 172                        |
| деревня | Барсуки       | 283                        | 284                        |
| деревня | Чигарова      | 101                        | 136                        |
| деревня | Колычева      | 189                        | 272                        |
| деревня | Трубицына     | 82                         | 132                        |
| деревня | Абрюткова     | 56                         | 69                         |
| деревня | Захаровка     | 165                        | 194                        |
| деревня | Большие Холмы | 320                        | 435                        |
| деревня | Васильева     | 122                        | 76                         |
| деревня | Таракановская | 132                        | 135                        |
| погост  | Крутины       | 17                         | 12                         |

## Землевладение
Население составляли 16 сельских общин — все бывшие помещичьи крестьяне. Все общины имели общинную форму землевладения. 12 общин делили землю по ревизским душам, остальные по работникам. Луга в основном делились ежегодно, в одной общине одновременно с пашней. Дровяной лес в основном делился ежегодно.
Домохозяева, имевшие арендную землю, составляли около 19 % всего числа домохозяев волости.

## Сельское хозяйство
Земля в волости была посредственая, почва в большинстве общин супесчаная или песчаная. Луга суходольные, в некоторых общинах были заливные. В 12 общинах лес был дровяной, частью строевой, в остальных общинах леса не было или был мелкий кустарник. Крестьяне сажали рожь, овёс, гречиху и картофель. В некоторых общинах овса не сеяли. Топили дровами или сучьями.

## Местные и отхожие промыслы
Местные промыслы были значительны и разнообразны. В 1885 году местными промыслами занимались 550 мужчин и 415 женщин. Большинство занимались ткацкими работами на бумагопрядильной фабрике Хлудова в городе Егорьевске или ткали нанку у себя дома, а также занимались размоткой бумаги. На бумагопрядильных и ткацких фабриках работали 122 мужчины и 56 женщин, ткали нанку 72 мужчины и 69 женщин, мотали бумагу 6 мужчин и 273 женщины. Кроме того, 87 мужчин пилили и перевозили дрова, 33 медношорника, 27 делали телеги и бороны, 14 красильщиков, 23 портных, 11 делали пуговицы, 15 булочников, 7 столяров, 58 сапожников, слесарей, жестянщиков и т. п. 58 семей занимались разведением хмеля. Многие занимались сбором грибов.
Отхожие промысли были не значительны. На заработки уходили около 100 мужчин (13 % мужского населения в рабочем возрасте). Из них 43 занимались торговлей или содержали различные заведения и около 50 мастеровых.

## Инфраструктура
В 1885 году в волости имелось 2 каретных заведения, 4 медношорных, 1 спичечное, 1 пуговичное, 6 кузниц, 1 паяльное заведение, 1 тёрочное, 1 пекарня, 5 чайных и 1 мелочная лавки, 1 трактирное и 5 питейных заведений. Школа имелась в селе Юрьеве, но из деревень Бережков, Захаровки, Большие Холмы и Таракановской дети ходили учиться в городское и хлудовское училища в Егорьевске.